# La talpa (Le Carré)
La talpa (titolo orig. Tinker Tailor Soldier Spy) è un romanzo di spionaggio del 1974 dell'autore britannico John le Carré. La storia racconta i tentativi del taciturno George Smiley, un capo dello spionaggio inglese, per smascherare un agente doppiogiochista al servizio del KGB sovietico inserito all'interno del Secret Intelligence Service. Tutto ruota intorno alla riorganizzazione dei vertici dei servizi segreti britannici ed alla presenza, in seno all'organizzazione, della talpa Gerald, l'agente doppiogiochista.
Questo è il primo libro della cosiddetta Trilogia di Karla - gli altri sono: L'onorevole scolaro e Tutti gli uomini di Smiley - dove Karla è il nome in codice del capo del KGB sovietico. Il romanzo espone in modo verosimile e realistico le tecniche e i modi di operare dei servizi segreti durante la guerra fredda.
Il romanzo fu ispirato da fatti veramente avvenuti al vertice dei servizi segreti britannici: la vicenda è quella di Kim Philby, l'agente inglese traditore al servizio del KGB e uno dei Cambridge Five, che rivelò e fece saltare la copertura di molti agenti britannici, tra cui lo stesso le Carré, per anni arruolato nel SIS. La memoria del pubblico riguardo alla presenza di spie sovietiche nel Regno Unito era ancora fresca all'uscita del libro.
Col suo protagonista George Smiley, John le Carré opera una totale inversione di tendenza rispetto al modello di agente segreto incarnato dall'invincibile James Bond, creato di Ian Fleming. Smiley è un uomo educato, malinconico e dimesso, tradito dalla moglie, che sta invecchiando ed è sovrappeso, generalmente sottovalutato. Le sue doti vincenti: l'astuzia interiore, un'eccellente memoria, la capacità di ottenere informazioni, la paziente ricerca, un'occasionale spietatezza.

## Trama
Il servizio segreto inglese (il Circus) è infiltrato da una "talpa", cioè da una spia dei sovietici. Controllo, il vecchio capo del servizio, ha ristretto i suoi sospetti ai cinque uomini del vertice e incarica l'agente operativo Jim Prideaux di recarsi in Cecoslovacchia per farsi dare da un generale ceco, che vuole passare dalla parte degli alleati, il nome della talpa, che deve comunicare esclusivamente a Controllo e usando i personaggi citati in una filastrocca inglese.
La missione fallisce clamorosamente: Prideaux viene gravemente ferito e catturato, una rete di agenti inglesi viene annientata e scoppia uno scandalo internazionale. Controllo deve dimettersi perché accusato di aver sacrificato tempo e risorse in una caccia ai fantasmi (in seguito si ammalerà e morirà in breve tempo) ed il comando del Circus passa a quattro dei cinque sospettati, arrivati al vertice grazie alle informazioni provenienti dalla fonte Merlin, classificate col nome di Rapporti Strega. Il quinto dirigente sospettato, George Smiley, uomo fedele a Controllo, viene isolato e poi mandato in pensione.
Quando un altro agente operativo, Ricky Tarr, torna da una missione in cui era riuscito a ottenere la collaborazione di un'agente sovietica in grado di svelare un'importante informazione, quest'ultima viene arrestata dai Russi appena Tarr segnala la cosa al Circus. Il suo capo Guillam quindi contatta direttamente il ministero senza avvisare la struttura dei servizi segreti. Gli inglesi hanno pertanto conferma che Karla del KGB ha veramente una talpa infiltrata al vertice del Circus, e capiscono che è ancora attiva. 
Smiley viene contattato dal sottosegretario Lacon per condurre in maniera estremamente riservata e ufficiosa la ricerca sull'identità della talpa, a cui viene dato il nome in codice Gerard: con l'aiuto nascosto del capo sezione Peter Guillam e di un poliziotto dello Special Branch in pensione, riparte dai sospetti di Controllo, analizza le operazioni fallite, le informazioni ricevute e le testimonianze di vecchi agenti emarginati e congedati. Arriverà alla conclusione che i Rapporti Strega altro non sono che "mangime" (falsi rapporti da scambiare con autentiche importanti informazioni), che la fonte Merlin e la talpa sono la stessa persona.
Una falsa missione dell'agente Tarr organizzata da Smiley, costringe Gerard a mettersi in contatto con il suo collegamento sovietico a Londra, ma ad attenderlo ci sono questa volta anche Smiley ed i suoi uomini che scoprono che l'infiltrato era Bill Haydon, vecchio amico di Smiley. L'uomo viene arrestato e detenuto per organizzare uno scambio di spie con Mosca ma mentre è in attesa dello scambio e la sorveglianza si è allentata viene trovato morto con il collo spezzato.

## Personaggi
Il titolo originale Tinker, Tailor, Soldier Spy è un gioco di parole che prende spunto dalla filastrocca inglese per bambini «Tinker, Tailor, Soldier, Sailor, Richman, Poorman, Beggarman, Thief» («Calderaio, sarto, soldato, marinaio, ricco, povero, mendicante, ladro»).
I personaggi principali sospettati d'essere la talpa raccolgono il titolo originale e vengono definiti infatti: 
- George Smiley (Beggarman), il protagonista;
- Percy Alleline (Tinker), capo del "Circus";
- Bill Haydon (Tailor), capo della stazione di Londra;
- Roy Bland (Soldier), capo della sezione Paesi oltre cortina;
- Toby Esterhase (Poorman), capo della sicurezza interna (famosi i suoi "lampionai", controllori degli agenti stranieri sul suolo inglese).

A cui si aggiungono:
- Jim Prideaux, agente incaricato di farsi dare il nome della Talpa, primo capo sezione degli agenti operativi (cacciatori di teste);
- Karla, il nome in codice del capo del KGB russo;
- sottosegretario Lacon, politico che interfaccia il ministro degli esteri con il Circus;
- Peter Guillam, capo sezione degli agenti operativi (cacciatori di teste) del Circus, procura i documenti a Smiley;
- Ricky Tarr, agente operativo (cacciatore di teste) che riceve le confidenze da una spia russa, sua amante.

## Adattamenti cinematografici e televisivi
Dal romanzo, nel 1979 è stata tratta una miniserie televisiva per la BBC intitolata La talpa, diretta da John Irvin ed interpretata da Alec Guinness. 
Nel 2011, per la regia di Tomas Alfredson, è stato realizzato un adattamento cinematografico, sempre intitolato La talpa. Gary Oldman interpreta George Smiley, mentre tra gli altri interpreti figurano; Colin Firth, Tom Hardy, Mark Strong, Ciarán Hinds e Benedict Cumberbatch.

## Edizioni
- (EN) Tinker Tailor Soldier Spy, London, Hodder & Stoughton, 1974, ISBN 0-340-18879-0.
- La talpa, traduzione di Francesco Greenburger, Collana La Scala, Milano, Rizzoli, 1975,  p. 359. - Milano, BUR-Rizzoli, 1977.
- La talpa, traduzione di F. Greenburger, Collana Oscar bestsellers n.297, Milano, Mondadori, 1993,  p. 263, ISBN 978-88-04-50006-3. Collana I Miti n.119, Mondadori, 2003; Con il "Dossier George Smiley" a cura di Paolo Bertinetti, Collana Oscar Moderni, Mondadori, 2019, ISBN 978-88-047-1892-5.